# Canadá en los Juegos Olímpicos de Nagano 1998
Canadá estuvo representado en los Juegos Olímpicos de Nagano 1998 por un total de 144 deportistas que compitieron en 12 deportes.  
El portador de la bandera en la ceremonia de apertura fue el esquiador acrobático Jean-Luc Brassard.

## Medallistas
El equipo olímpico canadiense obtuvo las siguientes medallas:
| Nombre                                                               | Deporte                              | Competición       |
| -------------------------------------------------------------------- | ------------------------------------ | ----------------- |
| Oro                                                                  |                                      |                   |
| Pierre Lueders David MacEachern                                      | Bobsleigh                            | Doble M           |
| Jan Betker Atina Ford Marcia Gudereit Joan McCusker Sandra Schmirler | Curling                              | Equipo F          |
| Catriona LeMay Doan                                                  | Patinaje de velocidad                | 500 m F           |
| Annie Perreault                                                      | Patinaje de velocidad en pista corta | 500 m F           |
| Eric Bedard Derrick Campbell François Drolet Marc Gagnon             | Patinaje de velocidad en pista corta | 5000 m relevos M  |
| Ross Rebagliati                                                      | Snowboard                            | Eslalon gigante M |
| Plata                                                                |                                      |                   |
| Mike Harris Richard Hart George Karrys Collin Mitchell Paul Savage   | Curling                              | Equipo M          |
| Equipo                                                               | Hockey sobre hielo                   | Torneo F          |
| Elvis Stojko                                                         | Patinaje artístico                   | Individual M      |
| Jeremy Wotherspoon                                                   | Patinaje de velocidad                | 500 m M           |
| Susan Auch                                                           | Patinaje de velocidad                | 500 m F           |
| Bronce                                                               |                                      |                   |
| Catriona LeMay Doan                                                  | Patinaje de velocidad                | 1000 m F          |
| Kevin Overland                                                       | Patinaje de velocidad                | 500 m M           |
| Eric Bedard                                                          | Patinaje de velocidad en pista corta | 1000 m M          |
| Christine Boudrias Isabelle Charest Annie Perreault Tania Vicent     | Patinaje de velocidad en pista corta | 3000 m relevos F  |